# Yoon Ji-su
Yoon Ji-su (em coreano:  윤지수, pronúncia coreana: [jun.dʑi.su] ou [jun] [tɕi.su]; Busan, 24 de janeiro de 1993) é uma esgrimista sul-coreana, medalhista olímpica.

## Carreira
Yoon foi inicialmente uma atleta de taekwondo na escola primária antes de mudar para a esgrima no ensino médio. Como estudante do ensino médio, ela participou do Campeonato Mundial Júnior de Esgrima de 2010.
Ji-su conquistou a medalha de bronze nos Jogos Olímpicos de Verão de 2020 em Tóquio ao lado de Choi Soo-yeon, Kim Ji-yeon e Seo Ji-yeon, após derrotar as italianas Michela Battiston, Martina Criscio, Rossella Gregorio e Irene Vecchi na disputa de sabre por equipes. Nos Jogos Olímpicos de Verão de 2024, em Paris, voltou a disputar a mesma competição e, desta vez, conseguiu a medalha de prata com Choi Se-bin, Jeon Ha-young e Jeon Eun-hye.